# 金融竞争制度
金融竞争制度（英文：Financial Competitive Regime）是以维护金融市场竞争为宗旨，以增强金融业竞争力为目标，以金融反垄断为核心，以金融竞争性监管为手段，以构建金融安全防御体系为保障，以调整金融产业结构为立足点，以规范准入、竞争和退出为客体，以保护投资人和金融消费者为重点的金融约束性规范。

## 金融竞争制度的功能
金融竞争制度的倡导者认为金融竞争制度的功能众多。其在“十二五”期间向中国国务院进言时表示，在国际层面，维护金融市场竞争的制度准则已成为国际金融制度变革的重点。金融竞争制度因能有效抑制金融机构过度关联，从根源上遏制金融机构“大而不倒”事件的发生而成为了宏观审慎管理制度的重点之一，另外，实施金融竞争制度能有效抵制金融保护主义的肆虐。
对中国而言极具现实意义的是，有助于深化改革开放，统筹国内国际两个大局，切实维护金融业“走出去”参与国际竞争的合法权益，在保障国内金融安全的同时，激发金融业发展潜力，拓展金融业发展空间，增强国内经济金融的国际竞争力，推进世界经济朝着更加繁荣、更加和谐、更加包容、更加开放、更加均衡、更加平等、更加稳定的方向持续发展。此外，在国内层面，金融竞争制度对于社会主义市场经济的建设，对于推动中国经济合理的增长，对于2020年全面建设小康社会奋斗目标的实现，均将发挥不容忽视的重大作用：
- 有助于通过确保竞争性金融市场的形成，为中国经济的平稳可持续发展提供不可或缺的动力支持，进一步强化金融业对经济的服务功能；
- 有助于疏通货币政策传导路径，在确保货币政策顺利运行的同时，积极支持财政政策的实施，促进经济结构的战略性调整；
- 有助于缓解由于经济刺激计划引发的通货膨胀压力，遏制内幕交易、操纵等行为催生资产泡沫；
- 有助于打击投机商实施串谋、固定价格等违法行为，稳定消费价格总水平，切实保障群众的基本生活；
- 有助于杜绝信贷资金违规进入房地产业鼓吹泡沫，使房价能保持合理价位；
- 有助于打击资本市场存在的反竞争行为，促进资源性产品合理定价机制的形成；
- 有助于提高金融资源质量，增强分配效率，防止信贷投向产能过剩及高污染、高耗能行业；
- 有助于以保障金融消费者权益为入手点，与其他经济制度形成合力，优化消费环境，增进消费意愿，加快转变到以消费为主的经济发展方式；
- 有助于扩大就业，促进积极的就业政策得到贯彻和落实，切实保障和改善民生；
- 有助于通过市场与行政的双向调节，实现金融机构薪酬与其竞争能力的匹配，促进收入分配制度的科学化改革，缩小收入分配差距；
- 有助于激发金融创新能力，进而带动经济社会整体创新能力的增强，推动将中国建设成为创新型国家的战略构想早日实现；有助于优化金融产业的所有制结构，完善金融市场竞争机制，培育金融竞争生态；
- 有助于调整合理的金融产业结构，随后通过金融对经济的造血功能来实现非金融类产业机构的科学调整；
- 有助于深化金融体制改革，通过立法明确金融竞争性监管及金融消费者权益保护的执法权，防止执法真空的出现；
- 有助于提升金融监管协调效率，完善金融机构从市场准入到市场退出的制度规范，防范系统性金融风险的发生；
- 有助于明确国有金融资本的战略布局，深化国有金融企业改革，提高国有金融机构竞争力，促进金融市场多元化、分层次发展；
- 有助于缓解“三农”及中小企业融资难题，夯实农业和中小企业的发展基础，为中国经济的均衡发展提供必要支持；
- 有助于深化政策性银行的体制改革，促进市场定位更趋合理的银行产业结构能早日形成；
- 有助于完善地方政府金融管理体制，规范地方融资平台的市场行为，防范金融风险过度积累[2]。

## 金融竞争制度是国际金融改革的新视角
值得关注的是，金融竞争制度可以作为国际金融制度体系变革的全新视角。为此，有学者多次在巴塞尔银行委员会（BIS）、金融稳定理事会（FSB）、国际证监会等国际组织发表过制度改革评论       。